# Pere Marcel·lí Fèlix Liberi
Petrus Marcellinus Felix Liberius, sovint citat com Liberi, (c. 465 - c. 554) va ser un aristòcrata i oficial romà de l'antiguitat tardana, la carrera del qual va incloure els més alts càrrecs tant del Regne Ostrogot d'Itàlia com de l'Imperi Romà d'Orient.

## Orígens i família
L'origen exacte de Liberi es desconeix, però s'especula que ve de Ligúria. La seva família certament no pertany a la classe superior senatorial d'Itàlia. Estava casat amb Agretia, i va tenir diversos fills i una filla. Gairebé res se sap d'ells, llevat que un dels seus fills, Venanci, va ser nomenat cònsol l'any 507 i va ocupar el càrrec cerimonial de viene vacanses domesticorum una mica més tard.

## Carrera sota el govern germànic d'Itàlia
Després de la deposició de Ròmul Augústul, l'últim emperador d'Occident, per Odoacre el 476, l'aparell administratiu romà a Itàlia seguit funcionant sota el nou règim. Va continuar estant integrada exclusivament pels romans, i es va adherir a la pretensió que Itàlia era encara nominalment part de l'imperi. Diverses famílies senatorials van continuar actuant en alts càrrecs administratius, i el jove Liberi va seguir aquesta tradició. Malgrat la seva joventut, sembla que s'hauria distingit en les seves actuacions, ja que, el 493, després de l'assassinat d'Odoacre, el nou rei d'Itàlia, l'ostrogot Teodoric el Gran, el va nomenar pel més alt càrrec civil de prefecte pretorià d'Itàlia. Va continuar exercint en aquest càrrec fins al 500, quan es va retirar li fou atorgat el grau de patrici. La seva gestió va ser un èxit, ja que demostrà ser capaç de tractar les qüestions financeres i de manejar la delicada qüestió de la solució gòtica, un encert que es reflecteix en els elogis que va rebre dels seus contemporanis, Enodi i Cassiodor. Va emprendre l'assentament i l'allotjament dels guerrers germànics en nom dels gots, completant la tasca en molt poc temps. Probablement els guerrers de Teoderic simplement van ocupar el lloc ocupat anteriorment pels homes d'Odoacre, que al seu torn havien heretat de l'exèrcit romà occidental l'any 476, de manera que no hi va haver cap canvi significatiu.

## Prefecte de la Gàl·lia
Prefecte de la Gàl·lia el 508, Teodoric va conquerir el territori de la Provença al sud de la Gàl·lia, i en el 510 va decidir tornar a establir la prefectura pretoriana desapareguda de les Gàl·lies per a administrar el territori, amb seu a Arelàtum. Teodoric va nomenar Liberi, un senyal de confiança del rei en la seva capacitat i la seva lleialtat. Liberi ostentà el càrrec fins al 536, quan va tornar a Itàlia. La responsabilitat primordial de Liberi sembla haver estat la pacificació de la nova província esquinçada per la guerra, una tasca que sembla haver aconseguit. En això, va comptar amb l'assistència del bisbe local, Cesari d'Arle. En algun moment a mitjans de la dècada del 520, Liberi va patir una ferida greu en un atac visigot, i es trobava a prop de la mort. L'arribada del bisbe el va curar miraculosament, i un episodi similar es relata en relació amb la seva dona. Possiblement, en un gest de gratitud per la seva salvació, va construir una nova catedral a Aurenja, on l'any 529 s'hi va celebrar el Segon Concili d'Orange. A la mort de Teodoric, el 526, li fou atorgat el títol de praesentalis Patrici, que el va convertir en un dels pocs romans al qual es confià un comandament militar durant el govern ostrogot. En algun moment entre el 533 i el 534 va tornar a Itàlia.

## Ambaixada a Constantinoble
En aquell moment, el Regne ostrogot d'Itàlia s'enfronta a un conflicte de successió. Després de la mort de Teodoric, el seu net, Atalaric va ser coronat rei. Com que era només un nen, la seva mare, Amalasunta, va assumir la regència. Les seves estretes relacions amb l'emperador romà d'Orient, Justinià I, però, la van fer impopular. El jove rei, mentrestant, es va lliurar als plaers, que sumat a la debilitat de la seva constitució, va provocar-li la mort prematura, l'octubre de 534. Amalasunta, tractant de reforçar la seva posició, va nomenar al seu cosí Teodat com a rei. No obstant això Teodat ràpidament va deposar i empresonar Amalasunta i executar els seus col·laboradors més propers. Liberi, juntament amb el seu company, el senador romà Opili, va ser enviat per Teodat a Constantinoble portant unes cartes a Justinià, on es presentava una versió més suau dels esdeveniments. No obstant això, en arribar al port de Avlon, els dos enviats es van reunir amb l'enviat de l'emperador, Pere, a qui expliquen el que realment havia passat. La notícia del captiveri Amalasunta, seguit del seu posterior assassinat, va donar a Justinià el pretext per llançar una campanya contra els gots a Itàlia, inici d'una llarga i devastadora Guerra Gòtica. Liberi va ser rebut amb tots els honors a Constantinoble, i no va tornar a Itàlia.

## Prefecte d'Egipte
Malgrat la seva avançada edat, Liberi, va ser elegit com el nou prefecte imperial d'Egipte vers el 538, amb la principal tasca de suprimir els monofisites locals, juntament amb una comissió eclesiàstica dirigida pel futur Papa Pelagi. Segons la informació facilitada per Procopi en la seva Anecdota, la seva permanència a Egipte va resultar turbulenta, tant per la seva falta de familiaritat amb les realitats locals com per la interferència de la cort imperial, incloent una disputa amb el seu successor, Joan. En tornar a Constantinoble, el 542, Liberi es va enfrontar a una investigació senatorial, però va aconseguir defensar les seves accions amb èxit.

## Paper a la Guerra Gòtica
A Itàlia, la situació es deteriorà ràpidament per a l'imperi. Els gots de Tòtila havien recuperat la major part de la península italiana i amenaçaven Sicília. El 550, després de moltes vacil·lacions, Liberi va ser enviat amb un exèrcit a l'illa. Se les va arreglar per superar el setge de Siracusa entrant a la ciutat, però la seva falta d'experiència militar no li permeté fer operacions d'importància contra els gots. Liberi va deixar la ciutat amb el seu exèrcit, i es va dirigir a Palerm, on l'any 551 va ser reemplaçat pel general armeni Artaban.

## Expedició a Hispània
En aquell temps, una guerra civil havia esclatat a Regne visigot de Toledo, entre els partidaris d'Atanagild i Àkhila I. Atanagild va demanar ajuda a Justinià, i l'emperador va enviar un petit exèrcit de 2.000 homes a Hispània, i Liberi, amb ja vuitanta anys, és esmentat per Jordanes com el seu comandant. Malgrat la reduïda mida de la força, amb l'ajuda romana, Atanagild va prevaldre, vencent a Àkhila prop d'Hispalis, combat en que Liberi no va ser-hi present, ja que havia tornat a Constantinoble, i l'any 554 va ser coronat rei dels visigots. Els romans van mantenir el control de certes poblacions, ara a la nova província d'Espània.

## Últims anys
Liberi va tornar a Constantinoble, on va prendre part en el Segon Concili de Constantinoble el 553, i va tractar de convèncer a Virgili que assistís al concili i acceptés les posicions de l'emperador. La seva llarga i distingida carrera a l'Imperi va ser recompensada per Justinià a la seva Sanctio Pragmatica de 554, on va rebre vastes propietats a Itàlia, que havia estat finalment sotmesa. Probablement va morir el mateix any i fou enterrat a Ariminum.